# Parallelia fallax
Parallelia fallax är en fjärilsart som beskrevs av Gustaaf Hulstaert 1924. Parallelia fallax ingår i släktet Parallelia och familjen nattflyn. Inga underarter finns listade i Catalogue of Life.